# 可折疊機翼

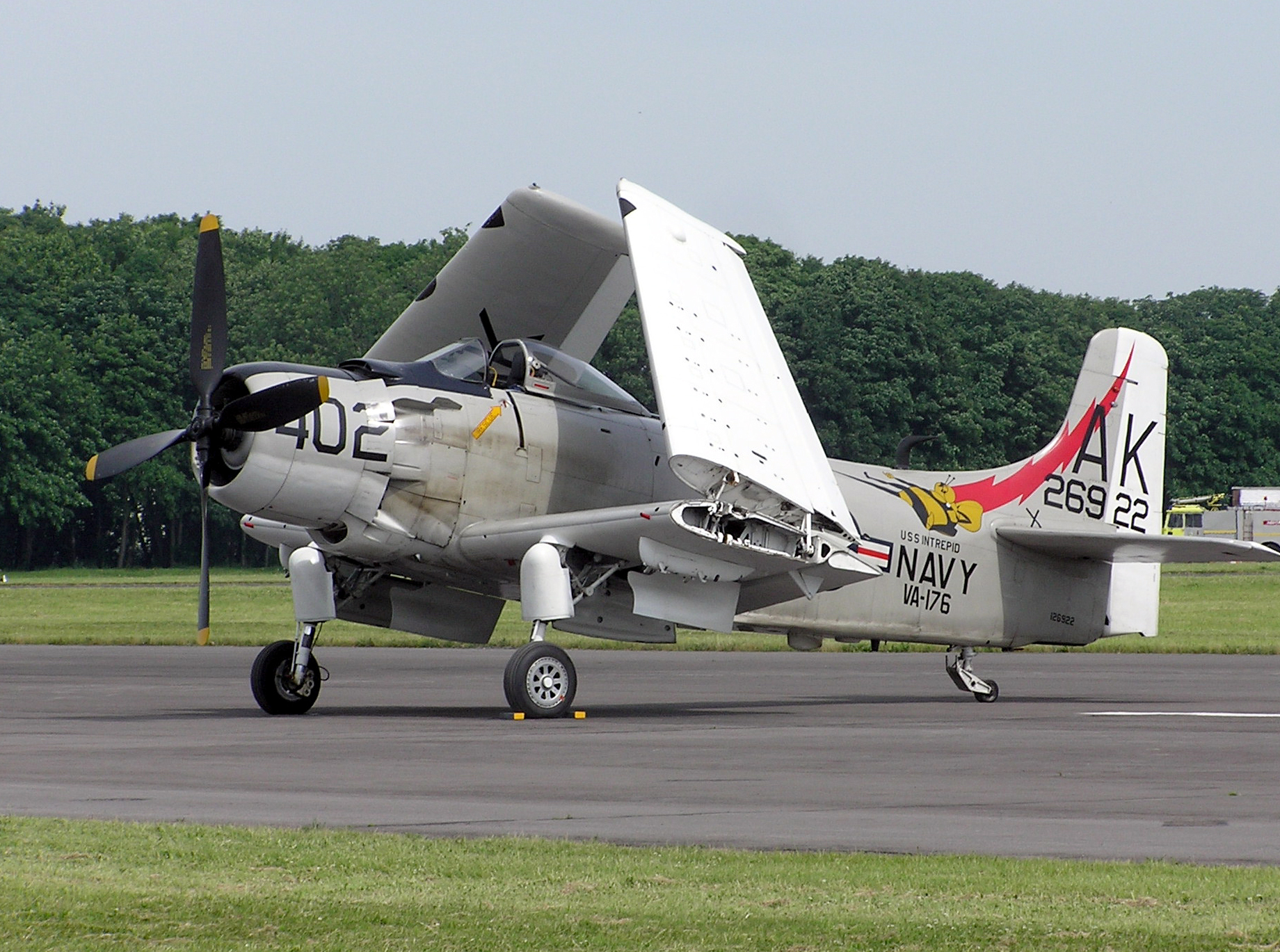
配置了折疊機翼的道格拉斯·天襲者

折疊機翼是飛機為了節省空間而設計的一種機翼配置設計特徵，是在航母甲板空間有限的情況下運行的艦載機的典型特徵。 折疊允許飛機在狹窄的機庫中佔用更少的空間，因為折疊的機翼通常會在機身上方升起，從而減少飛機的地板面積。 航空母艦機庫甲板的垂直間隙也受到限制。

## 歷史
折疊機翼由肖特兄弟研發並於1913年登記為專利。最初用於其雙翼機，如肖特折翼機之上。首架用上液壓折疊機翼的海軍戰機為道格拉斯TBD毀滅者。

## 伸延閱讀
- Barnes C.H. & James D.N. . London: Putnam. : 560. ISBN 0-85177-819-4.

## 外部連結
维基共享资源上的相關多媒體資源：可折疊機翼
- The Case for the Folding Wing – Flying （页面存档备份，存于）